# Rally van Monte Carlo
De Rally van Monte Carlo, formeel bekend onder de naam Rallye Automobile de Monte-Carlo, is een rallyevenement dat gehouden wordt aan de Franse Rivièra in en rond het vorstendom Monaco. Sinds 2012 is de rally opnieuw de seizoensopener van het Wereldkampioenschap rally.
De rally werd voor het eerst verreden in 1911 en wordt jaarlijks georganiseerd door de Automobile club de Monaco, die ook de Grand Prix Formule 1 van Monaco organiseert.
De rally was in 1970, 1971 en 1972 onderdeel van het internationaal kampioenschap voor constructeurs. Tussen 1973 en 2008 was de wedstrijd een onderdeel van het wereldkampioenschap rally. Van 2009 tot en met 2011 was de rally een onderdeel van de Intercontinental Rally Challenge, maar de wedstrijd keerde in 2012 terug op de kalender van het WK rally.

## Geschiedenis

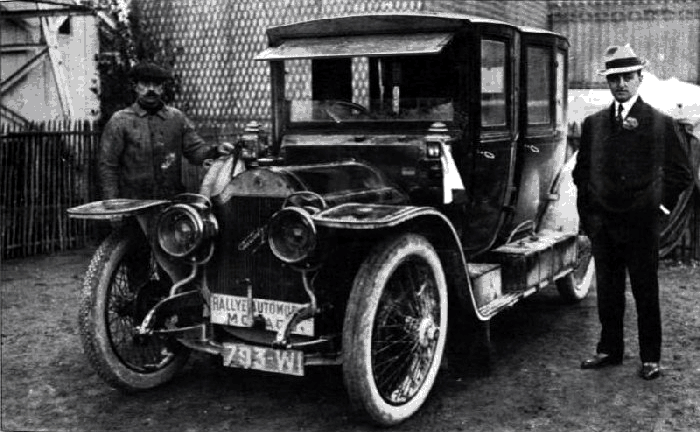
Henri Rougier en de winnende Turcat-Méry, voorafgaand aan de inaugurele Rally van Monte Carlo

De Rally van Monte Carlo is een van de oudste en beroemdste rally's ter wereld. De eerste editie vond plaats in 1911. Het oorspronkelijke idee kwam van Prins Albert I van Monaco, in de eerste plaats om hiermee de concurrentie aan te gaan met de rivaliserende badplaats Nice. Via een automobielrally, die doelbewust plaatsvond in januari om te laten zien dat het weer op dat moment ook mild kon zijn, werd er getracht meer publiek aan te trekken naar het kleine vorstendom. Daarnaast was het de bedoeling de laatste autotechniek uit te dagen met de zware omstandigheden die de rally met zich mee bracht.
Een overwinning zou zowel voor de rijder als voor het automerk veel publiciteit opleveren. De Sociéte des Bains de Mer financierde de eerste editie in 1911, waar slechts 23 deelnemers aan de start kwamen. Het jaar daarop was dit aantal al verviervoudigd, en de rally werd toen voor het eerst internationaal opgemerkt. In de periode tussen 1913 en 1923 - rond de Eerste Wereldoorlog - werd de rally niet georganiseerd en dat gold ook voor de Tweede Wereldoorlog. Sindsdien werd de rally jaarlijks verreden, met uitzondering van de jaren 1957 en 1974.

### Diskwalificatie wegens koplampen

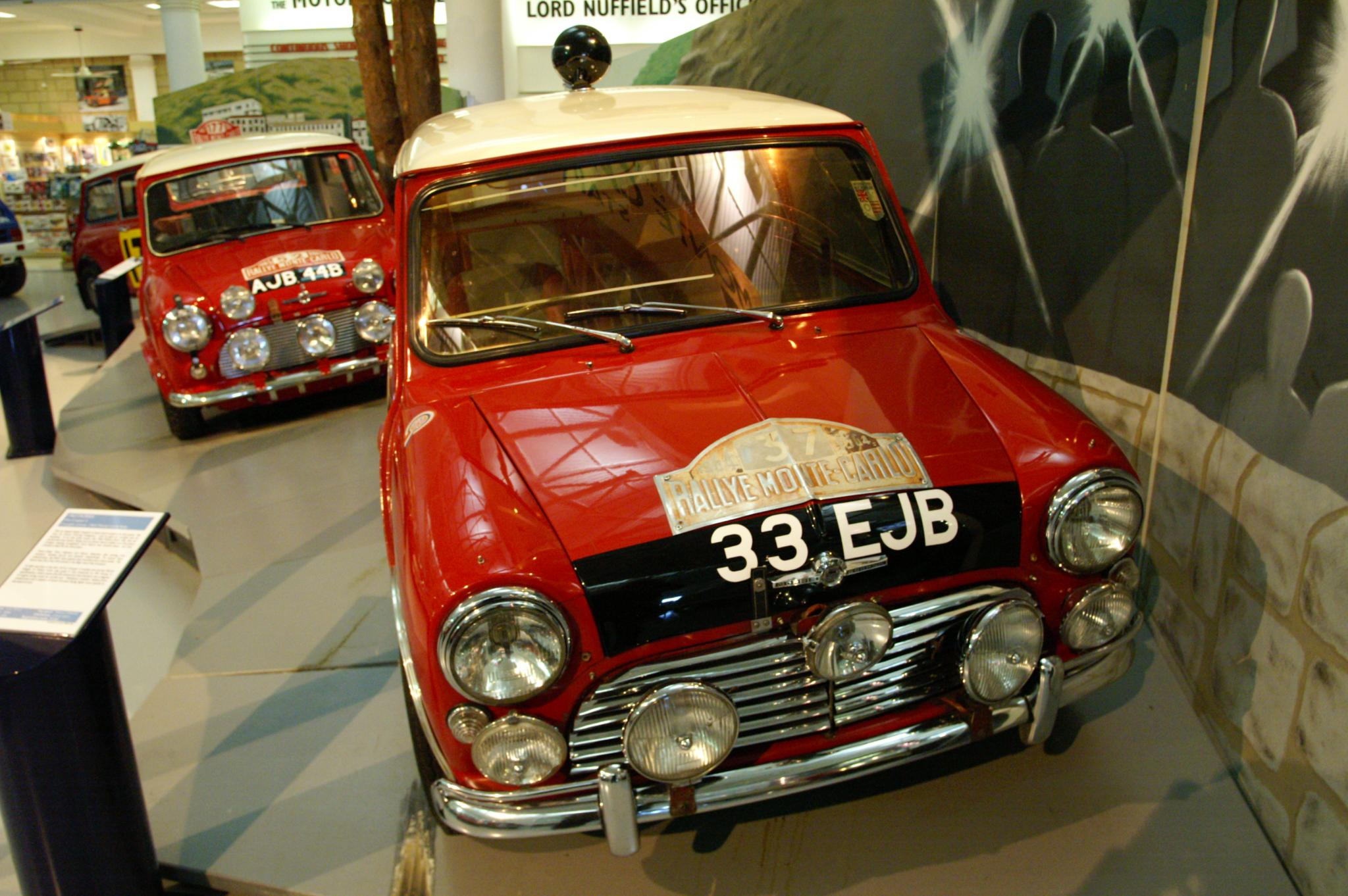
De Mini Cooper die midden jaren zestig triomfeerde in de rally

De meeste controversiële editie vond plaats in 1966, toen de Mini Coopers van Timo Mäkinen, Rauno Aaltonen en Paddy Hopkirk na een 1-2-3 finish gediskwalificeerd werden, omdat ze koplampen gebruikten die niet eerst ter keuring aan de organisatie waren voorgelegd. Ook de als vierde geplaatste Ford Cortina van Roger Clark viel dit lot ten deel, waardoor de als vijfde gefinishte Pauli Toivonen in een Citroën DS plots de overwinning in handen kreeg geschoven. De controverse die hierover ontstond, heeft in de jaren erna het krediet van de rally langdurig geschaad.

### Openingswedstrijd van het WK
In 1970, 1971 en 1972 stond de rally op de kalender van het internationaal kampioenschap voor constructeurs. Toen dit kampioenschap opging in het nieuwe wereldkampioenschap rally dat voor het eerst in 1973 werd verreden, kreeg de Rally van Monte Carlo de eer om als openingswedstrijd te dienen, en werd daarmee dus de allereerste WK-rally. Het evenement bleef zo tot 2008 de traditionele seizoensopener van het WK.

### Belangenstrijd
Een strijd om de commerciële rechten tussen de organisatie van de rally en de toenmalige promotor van het WK deed de langdurige relatie uiteindelijk breken. Het evenement maakt in 2009 de overstap naar de Intercontinental Rally Challenge; een kampioenschap dat in zekere zin gezien werd als een tegenhanger van het WK rally. Dit door de televisiezender Eurosport geïnitieerde kampioenschap wees Monte Carlo aan als seizoensopener. In 2010 werd er voor het eerst in de geschiedenis van de sport, live-televisieverslag gedaan van alle verreden klassementsproeven. Het honderdjarig bestaan van de rally in 2011 werd gevierd onder de vlag van het IRC, maar het evenement keerde in 2012 weer terug als openingsronde van het WK rally.

### Recordhouder
De Franse rallyrijder Sébastien Ogier is in het aantal overwinningen de recordhouder. In 2025 won hij de rally voor de tiende keer. Sébastien Loeb won in 2013 voor de zevende keer. Tommi Mäkinen, Walter Röhrl en Sandro Munari wonnen viermaal. Jean Trévoux won ook vier keer, maar hij werd daarbij één keer gedeeld eerste. Bij een van zijn overwinningen functioneerde hij als navigator.

## Wedstrijdkarakteristieken

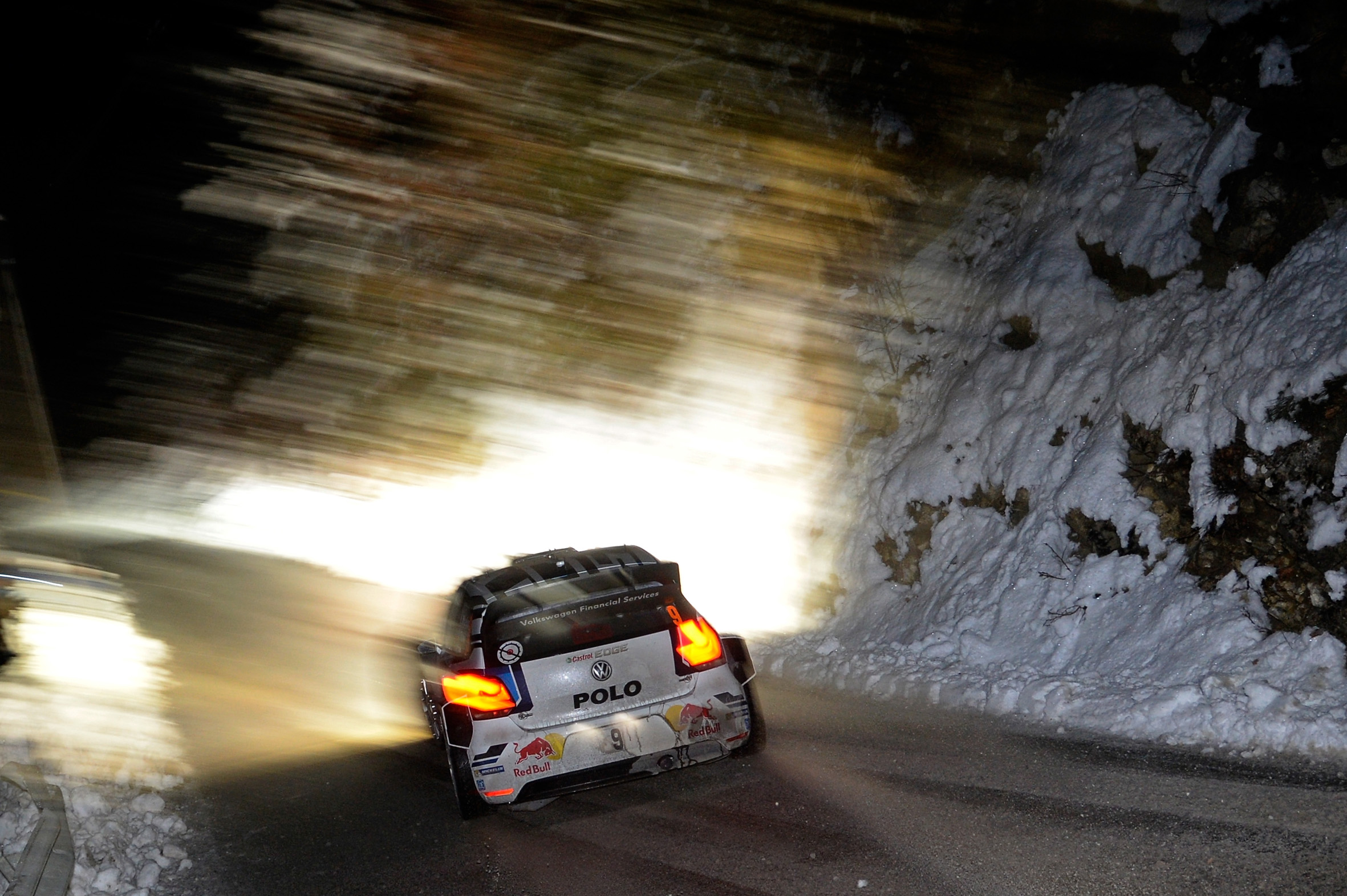
Nachtproeven en winterse omstandigheden kenmerken het evenement traditioneel

De rally wordt doorgaans in januari gehouden, waardoor er vaak in winterse omstandigheden wordt gereden. De rally wordt op asfaltwegen verreden over een parcours dat bedekt is met een afwisseling van sneeuw en soms zwart ijs. Gladheid is dan ook geregeld een struikelpunt voor de deelnemers. De wisselende ondergrond maakt het ook moeilijk een juiste bandenkeus te maken, want wat voordeel oplevert op het ene wegdek, kan nadelen hebben op het andere wegdek.

### Col de Turini

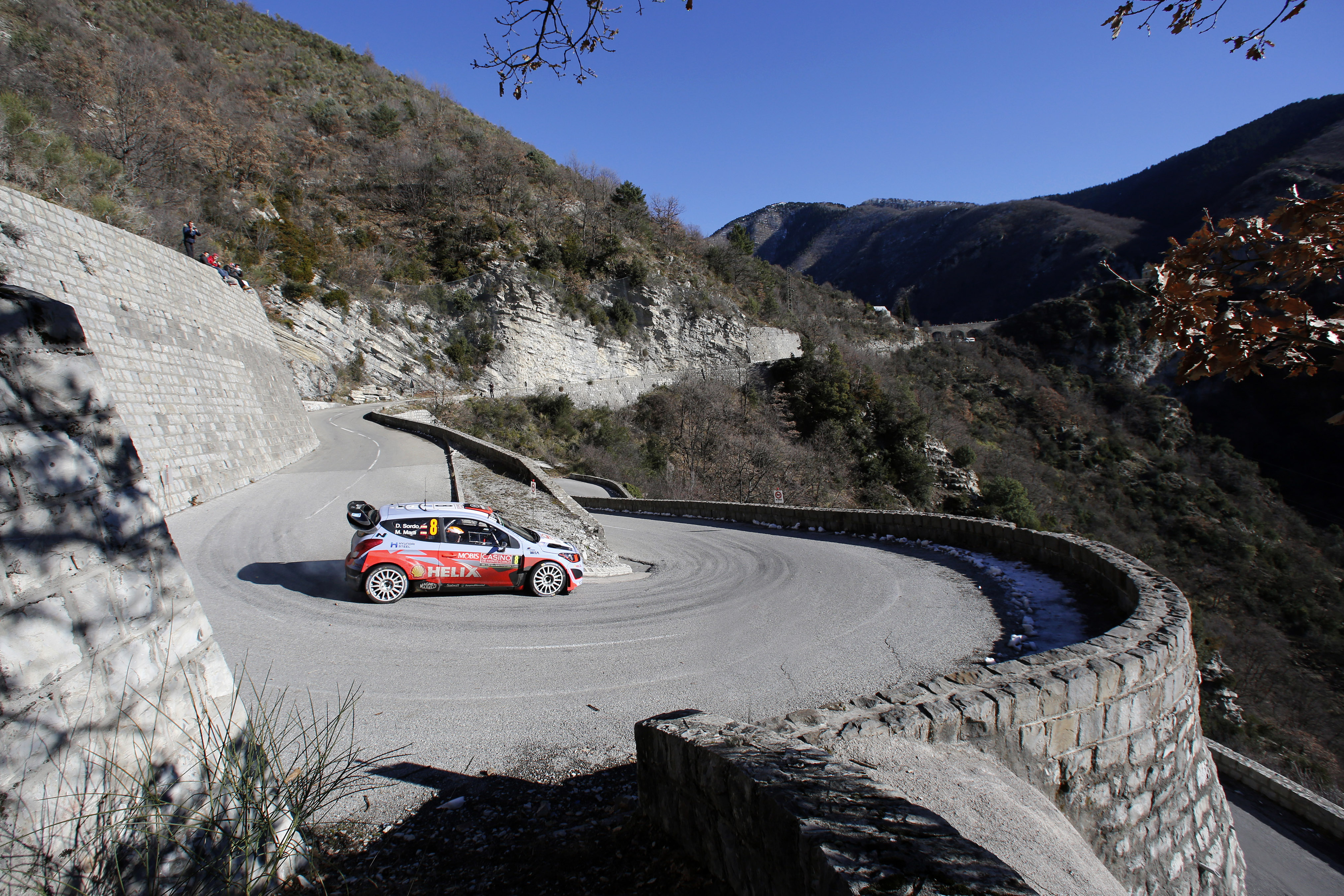
De bekende haarspeldbochten tussen Moulinet en La Bollène-Vésubie

De rally telt ook veel traditionele klassementsproeven, zoals de proef van La Bollène-Vésubie naar Sospel, of vice versa, die verreden wordt over smalle bergweggetjes met een groot aantal haarspeldbochten. In deze route bereiken ze op het hoogste punt van de klassementsproef de top van het bijna 1900 meter hoge wintersportoord Col de Turini, waar zich ieder jaar een massa mensen verzamelt om de rijders voorbij te zien komen. Deze proef maakt ook deel uit van een ander kenmerk van de rally: de nachtproeven. In recente jaren ontbraken de nachtproeven een aantal keren, maar in de laatste paar edities is het nachtspektakel weer een onderdeel van de rally. Ook is het stratencircuit van Monaco een aantal keren gebruikt in de vorm van een showproef, voor het laatst in de editie van 2008.

### Traditie
Om het idee van uithoudingsvermogen te wekken, werd de rally in vroegere jaren gestart vanuit verschillende Europese steden. De eerste etappe bestond dan uit een verzamelrit naar Monte Carlo zonder tijdwaarneming, waarna de rally de dag na aankomst officieel van start ging. Deze vorm werd tot in de jaren negentig gehanteerd.
Sinds 1998 is deze traditie weer terug in de Rally van Monte Carlo, in de vorm van de Rallye Monte-Carlo Historique. Daaraan mogen uitsluitend auto's deelnemen van vóór het bouwjaar 1973. Deze rally start net zoals vroeger in diverse steden in Europa en eindigt in Monte Carlo. Maar de start vindt doorgaans een paar weken na de echte rally plaats.

## In speelfilms
De Rally van Monte Carlo heeft een rol gespeeld in verscheidene films, zoals Monte Carlo or Bust: Those Daring Young Men in Their Jaunty Jalopies uit 1969, die geregisseerd werd door Ken Annakin (met onder meer Tony Curtis en Dudley Moore), en de film Herbie Goes to Monte Carlo uit 1977, van regisseur Vincent McEveety (met onder meer Dean Jones en Don Knotts). Beide films zijn losjes gebaseerd op het evenement.

## Lijst van winnaars

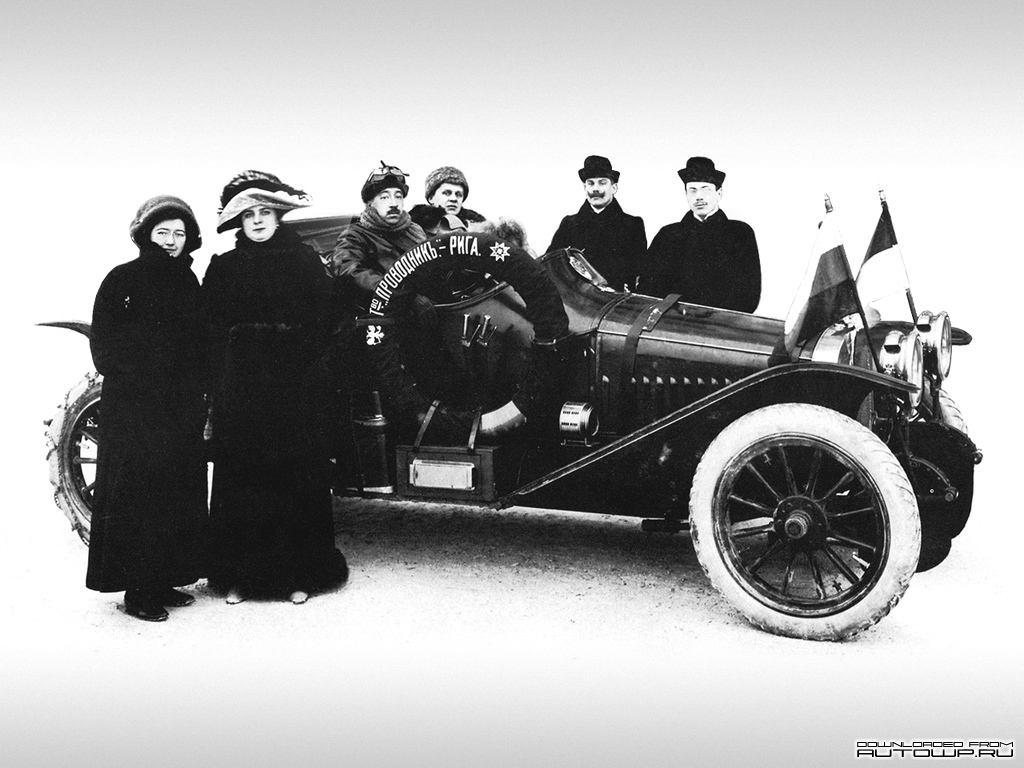
Deelnemers aan de tweede editie van de rally in 1912

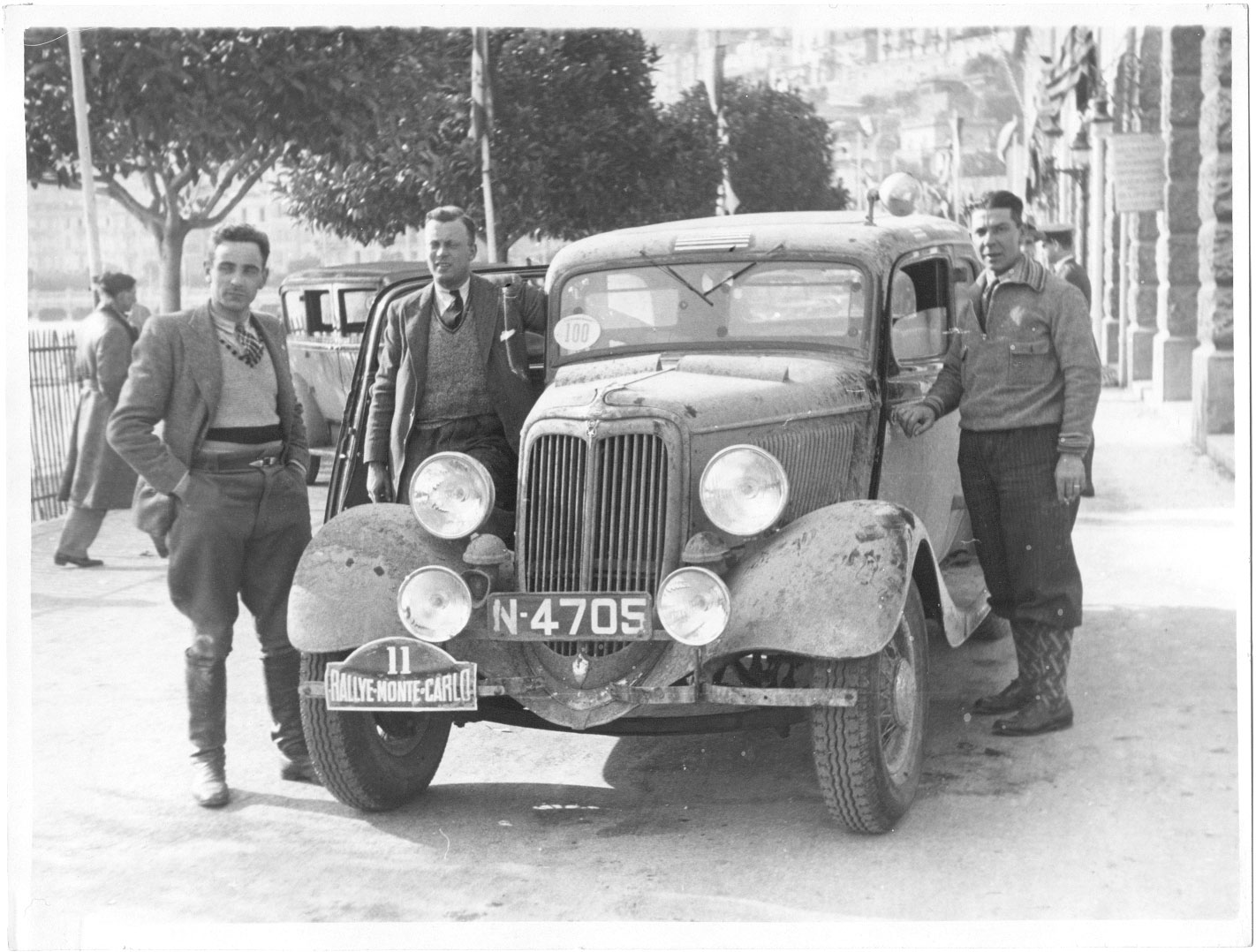
Een Nederlandse equipe deelnemend aan de rally in 1934

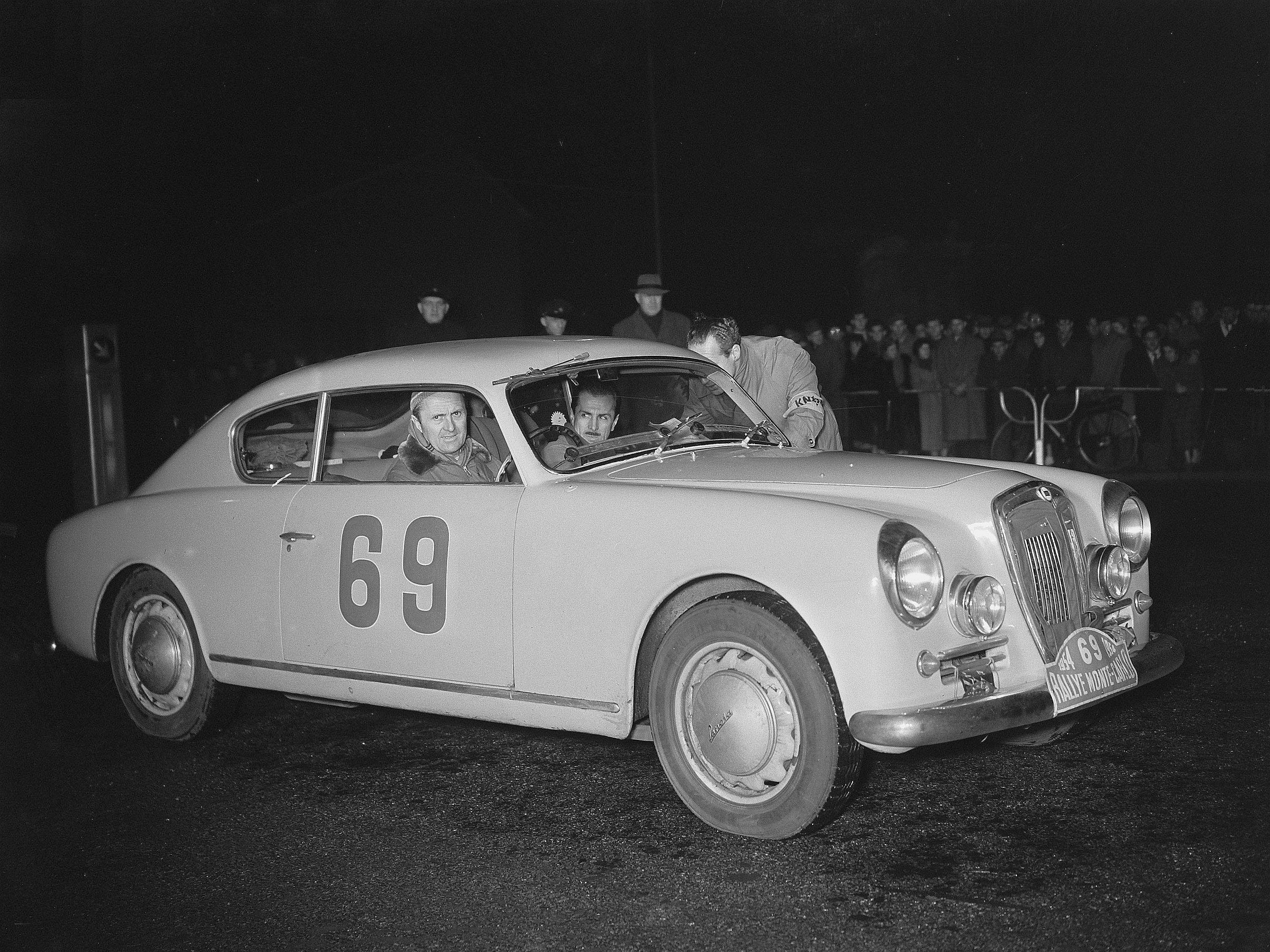
Louis Chiron - Ciro Basadonna,
Lancia Aurelia, 1954

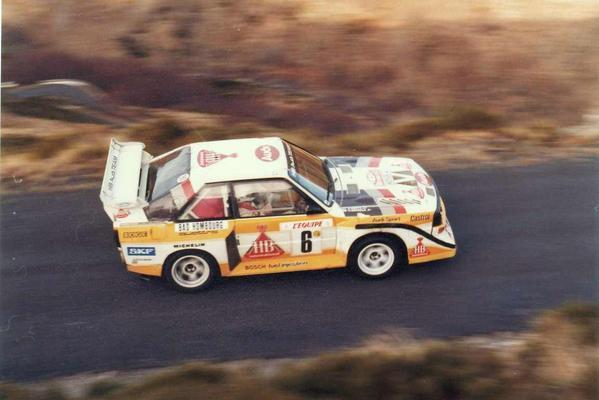
Hannu Mikkola actief in de rally in 1986, de laatste onder Groep B reglementen

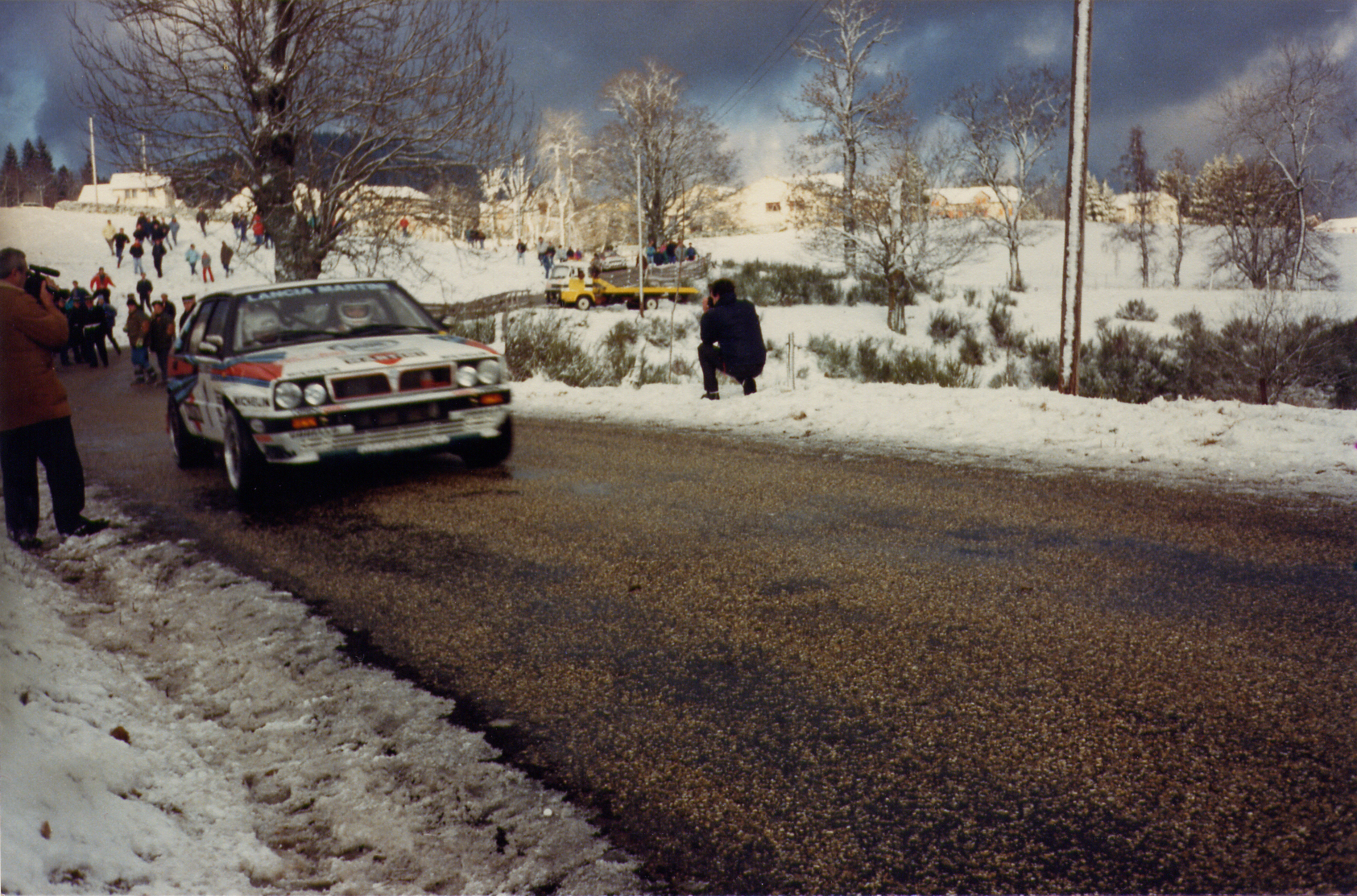
Voormalig winnaar Bruno Saby actief tijdens de 1989 editie van het evenement

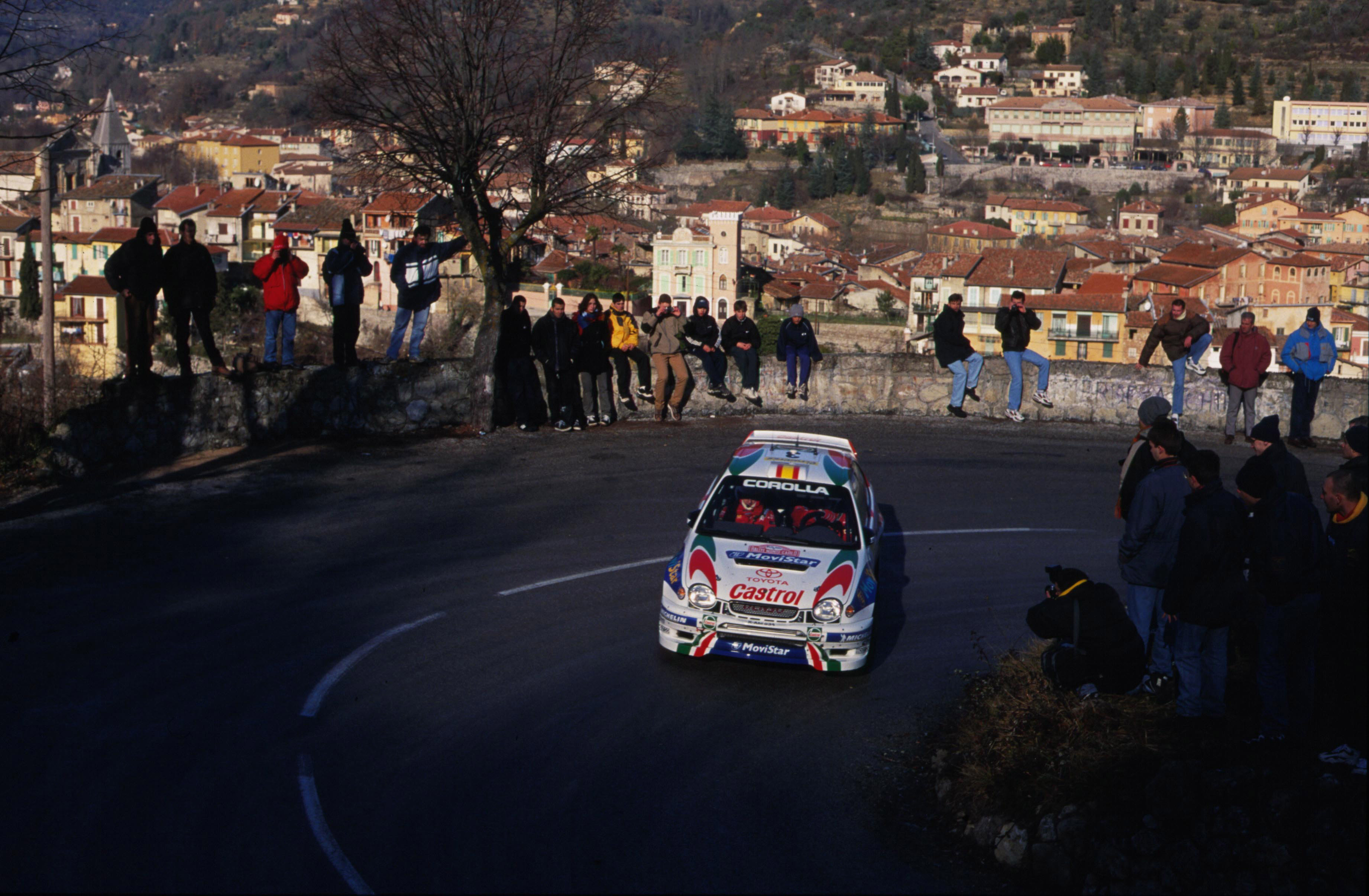
Carlos Sainz door een haarspeldbocht tijdens de rally in 1999

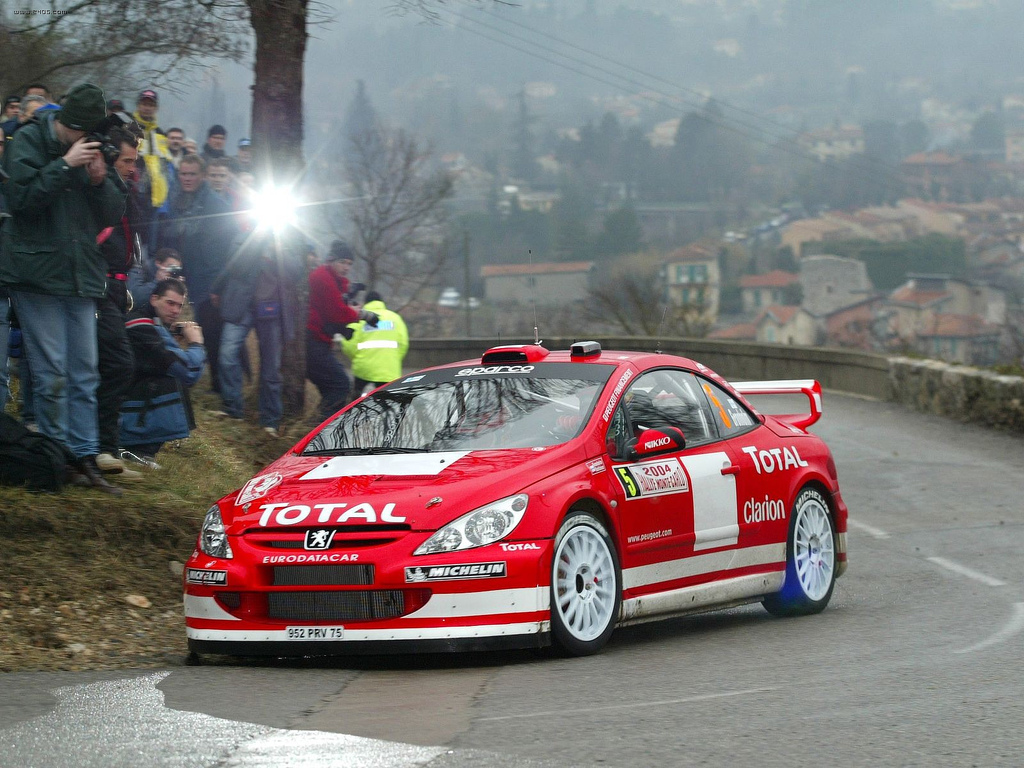
Marcus Grönholm actief tijdens de 2004 editie van de rally

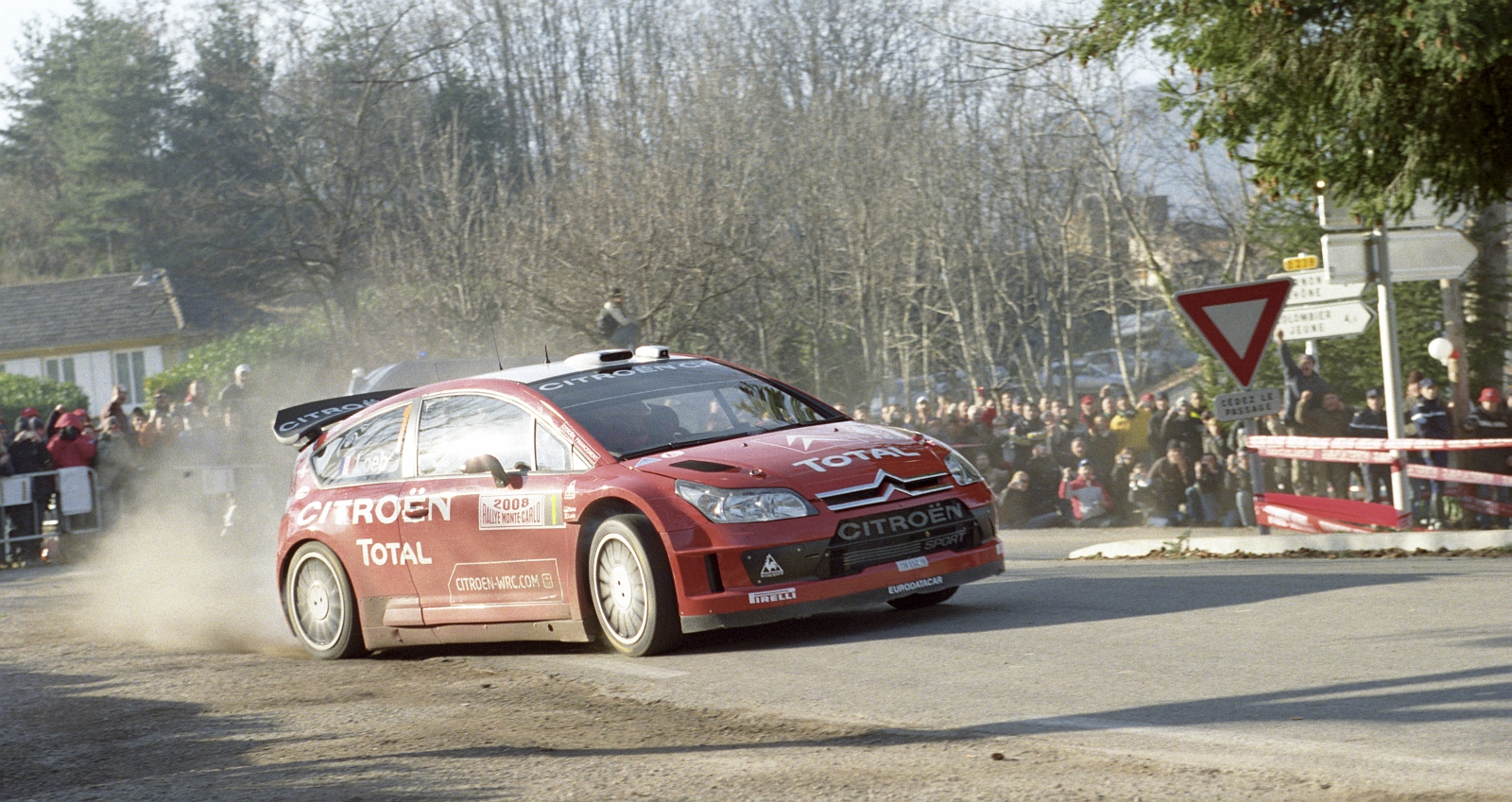
In 2008 reed Sébastien Loeb naar een record van vijf overwinningen toe

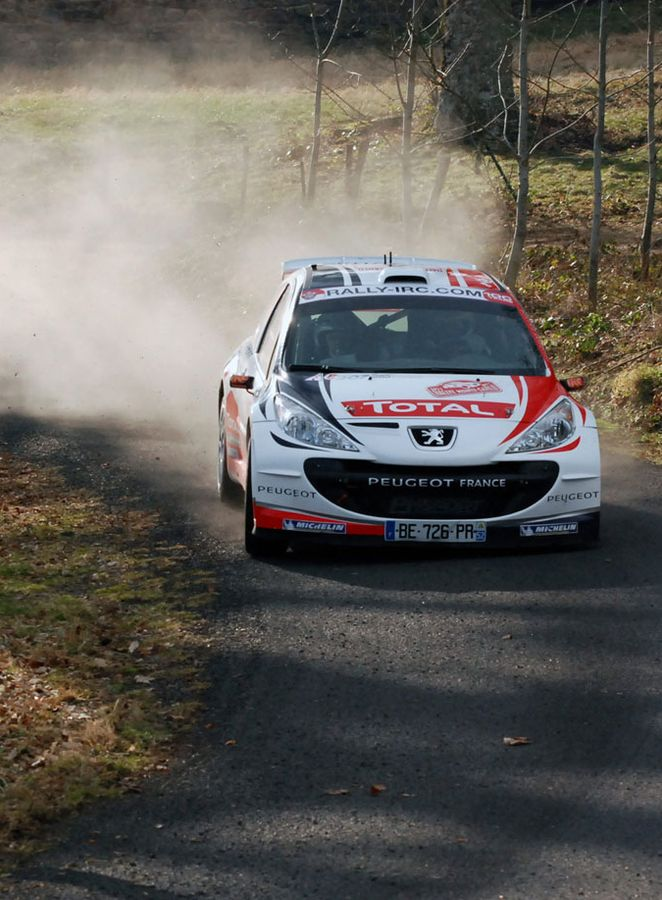
Bryan Bouffier op weg naar de overwinning in 2011

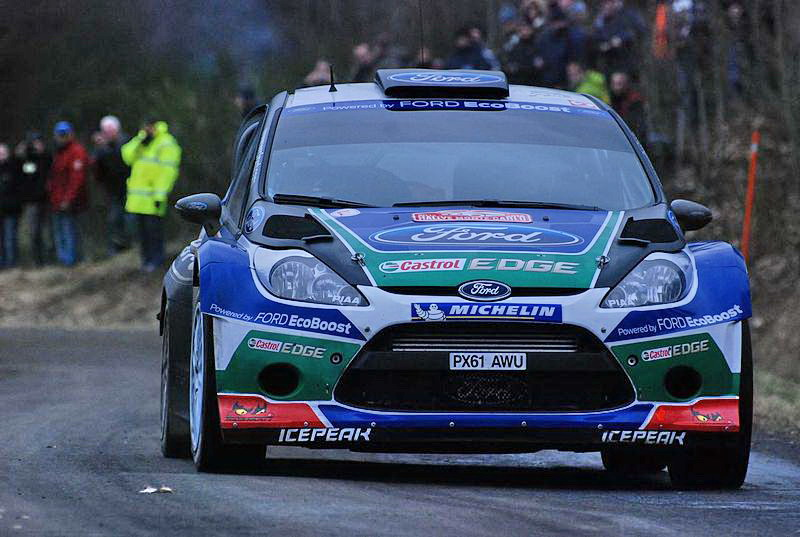
Petter Solberg actief tijdens de 2012 editie, toen de rally terugkeerde in het WK

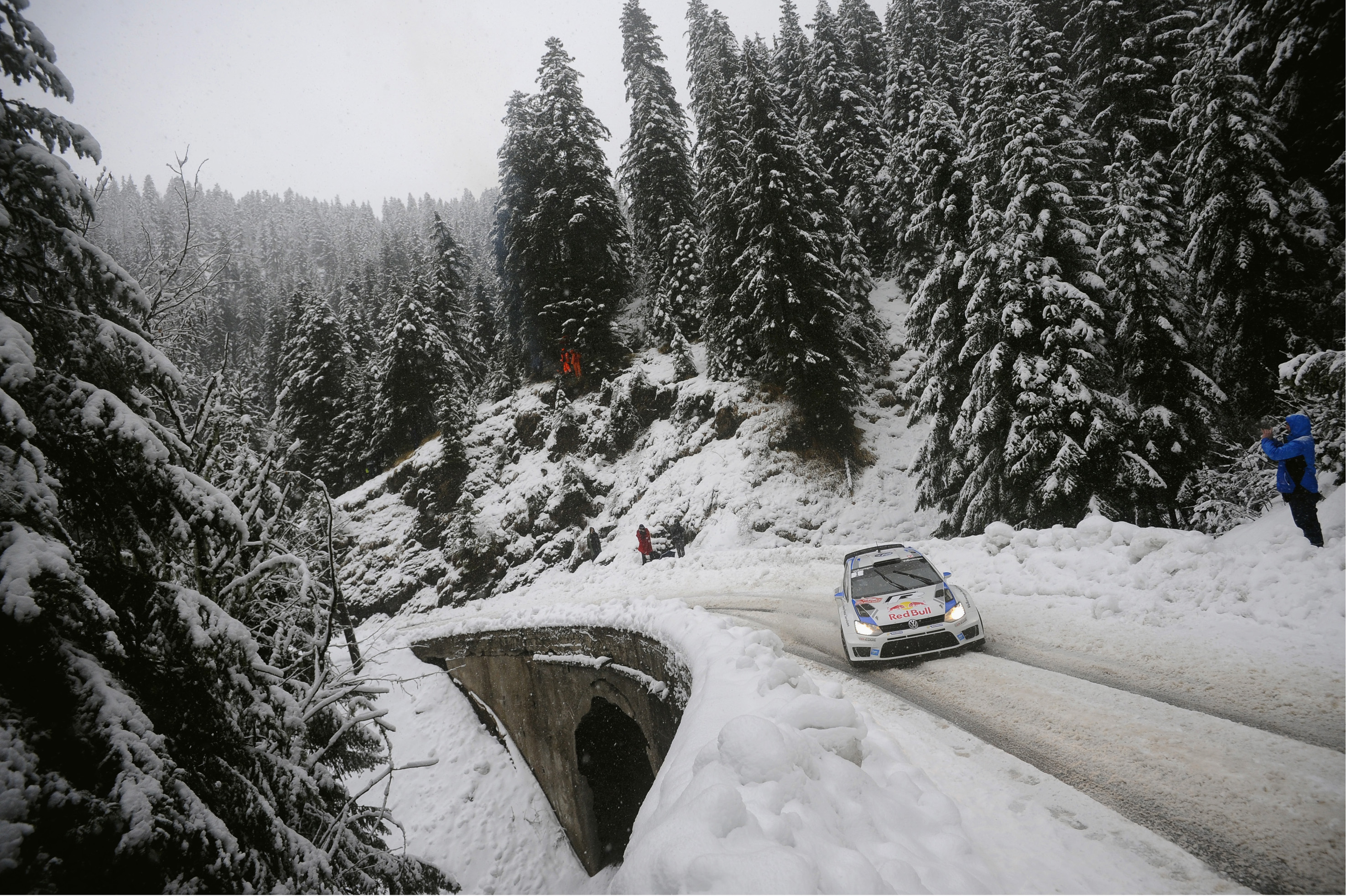
Volkswagen heeft met Sébastien Ogier het evenement in recente jaren gedomineerd, hier afgebeeld in 2014

| Editie | Seizoen     | Rijder                                          | Navigator                                       | Auto                                            |                                                 |
| ------ | ----------- | ----------------------------------------------- | ----------------------------------------------- | ----------------------------------------------- | ----------------------------------------------- |
| 93     | 2025        | Sébastien Ogier                                 | Vincent Landais                                 | Toyota GR Yaris Rally1                          |                                                 |
| 92     | 2024        | Thierry Neuville                                | Martijn Wydaeghe                                | Hyundai i20 N Rally1 Hybrid                     |                                                 |
| 91     | 2023        | Sébastien Ogier                                 | Vincent Landais                                 | Toyota GR Yaris Rally1                          |                                                 |
| 90     | 2022        | Sébastien Loeb                                  | Isabelle Galmiche                               | Ford Puma Rally1                                |                                                 |
| 89     | 2021        | Sébastien Ogier                                 | Julien Ingrassia                                | Toyota Yaris WRC                                |                                                 |
| 88     | 2020        | Thierry Neuville                                | Nicolas Gilsoul                                 | Hyundai i20 WRC                                 |                                                 |
| 87     | 2019        | Sébastien Ogier                                 | Julien Ingrassia                                | Citroën C3 WRC                                  |                                                 |
| 86     | 2018        | Sébastien Ogier                                 | Julien Ingrassia                                | Ford Fiesta WRC                                 |                                                 |
| 85     | 2017        | Sébastien Ogier                                 | Julien Ingrassia                                | Ford Fiesta WRC                                 |                                                 |
| 84     | 2016        | Sébastien Ogier                                 | Julien Ingrassia                                | Volkswagen Polo R WRC                           |                                                 |
| 83     | 2015        | Sébastien Ogier                                 | Julien Ingrassia                                | Volkswagen Polo R WRC                           |                                                 |
| 82     | 2014        | Sébastien Ogier                                 | Julien Ingrassia                                | Volkswagen Polo R WRC                           |                                                 |
| 81     | 2013        | Sébastien Loeb                                  | Daniel Elena                                    | Citroën DS3 WRC                                 |                                                 |
| 80     | 2012        | Sébastien Loeb                                  | Daniel Elena                                    | Citroën DS3 WRC                                 |                                                 |
| 79     | 2011        | Bryan Bouffier                                  | Xavier Panseri                                  | Peugeot 207 S2000                               |                                                 |
| 78     | 2010        | Mikko Hirvonen                                  | Jarmo Lehtinen                                  | Ford Fiesta S2000                               |                                                 |
| 77     | 2009        | Sébastien Ogier                                 | Julien Ingrassia                                | Peugeot 207 S2000                               |                                                 |
| 76     | 2008        | Sébastien Loeb                                  | Daniel Elena                                    | Citroën C4 WRC                                  |                                                 |
| 75     | 2007        | Sébastien Loeb                                  | Daniel Elena                                    | Citroën C4 WRC                                  |                                                 |
| 74     | 2006        | Marcus Grönholm                                 | Timo Rautiainen                                 | Ford Focus RS WRC 06                            |                                                 |
| 73     | 2005        | Sébastien Loeb                                  | Daniel Elena                                    | Citroën Xsara WRC                               |                                                 |
| 72     | 2004        | Sébastien Loeb                                  | Daniel Elena                                    | Citroën Xsara WRC                               |                                                 |
| 71     | 2003        | Sébastien Loeb                                  | Daniel Elena                                    | Citroën Xsara WRC                               |                                                 |
| 70     | 2002        | Tommi Mäkinen                                   | Kaj Lindström                                   | Subaru Impreza WRC2001                          |                                                 |
| 69     | 2001        | Tommi Mäkinen                                   | Risto Mannisenmäki                              | Mitsubishi Lancer Evo 6.5                       |                                                 |
| 68     | 2000        | Tommi Mäkinen                                   | Risto Mannisenmäki                              | Mitsubishi Lancer Evo VI                        |                                                 |
| 67     | 1999        | Tommi Mäkinen                                   | Risto Mannisenmäki                              | Mitsubishi Lancer Evo VI                        |                                                 |
| 66     | 1998        | Carlos Sainz                                    | Luís Moya                                       | Toyota Corolla WRC                              |                                                 |
| 65     | 1997        | Piero Liatti                                    | Fabrizia Pons                                   | Subaru Impreza WRC97                            |                                                 |
| 64     | 1996        | Patrick Bernardini                              | Bernard Occelli                                 | Ford Escort RS Cosworth                         |                                                 |
| 63     | 1995        | Carlos Sainz                                    | Luís Moya                                       | Subaru Impreza 555                              |                                                 |
| 62     | 1994        | François Delecour                               | Daniel Grataloup                                | Ford Escort RS Cosworth                         |                                                 |
| 61     | 1993        | Didier Auriol                                   | Bernard Occelli                                 | Toyota Celica Turbo 4WD                         |                                                 |
| 60     | 1992        | Didier Auriol                                   | Bernard Occelli                                 | Lancia Delta HF Integrale                       |                                                 |
| 59     | 1991        | Carlos Sainz                                    | Luís Moya                                       | Toyota Celica GT-Four                           |                                                 |
| 58     | 1990        | Didier Auriol                                   | Bernard Occelli                                 | Lancia Delta Integrale 16V                      |                                                 |
| 57     | 1989        | Miki Biasion                                    | Tiziano Siviero                                 | Lancia Delta Integrale                          |                                                 |
| 56     | 1988        | Bruno Saby                                      | Jean-François Fauchille                         | Lancia Delta HF 4WD                             |                                                 |
| 55     | 1987        | Miki Biasion                                    | Tiziano Siviero                                 | Lancia Delta HF 4WD                             |                                                 |
| 54     | 1986        | Henri Toivonen                                  | Sergio Cresto                                   | Lancia Delta S4                                 |                                                 |
| 53     | 1985        | Ari Vatanen                                     | Terry Harryman                                  | Peugeot 205 Turbo 16                            |                                                 |
| 52     | 1984        | Walter Röhrl                                    | Christian Geistdörfer                           | Audi quattro A2                                 |                                                 |
| 51     | 1983        | Walter Röhrl                                    | Christian Geistdörfer                           | Lancia Rally 037                                |                                                 |
| 50     | 1982        | Walter Röhrl                                    | Christian Geistdörfer                           | Opel Ascona 400                                 |                                                 |
| 49     | 1981        | Jean Ragnotti                                   | Jean-Marc Andrié                                | Renault 5 Turbo                                 |                                                 |
| 48     | 1980        | Walter Röhrl                                    | Christian Geistdörfer                           | Fiat 131 Abarth                                 |                                                 |
| 47     | 1979        | Bernard Darniche                                | Alain Mahé                                      | Lancia Stratos HF                               |                                                 |
| 46     | 1978        | Jean-Pierre Nicolas                             | Vincent Laverne                                 | Porsche 911                                     |                                                 |
| 45     | 1977        | Sandro Munari                                   | Silvio Maiga                                    | Lancia Stratos HF                               |                                                 |
| 44     | 1976        | Sandro Munari                                   | Silvio Maiga                                    | Lancia Stratos HF                               |                                                 |
| 43     | 1975        | Sandro Munari                                   | Mario Mannucci                                  | Lancia Stratos HF                               |                                                 |
|        | 1974        | Rally geannuleerd in verband met de oliecrisis. | Rally geannuleerd in verband met de oliecrisis. | Rally geannuleerd in verband met de oliecrisis. | Rally geannuleerd in verband met de oliecrisis. |
| 42     | 1973        | Jean-Claude Andruet                             | 'Biche'                                         | Alpine-Renault A110 1800                        |                                                 |
| 41     | 1972        | Sandro Munari                                   | Mario Mannucci                                  | Lancia Fulvia 1.6 Coupé HF                      |                                                 |
| 40     | 1971        | Ove Andersson                                   | David Stone                                     | Alpine-Renault A110 1600                        |                                                 |
| 39     | 1970        | Björn Waldegård                                 | Lars Helmér                                     | Porsche 911 S                                   |                                                 |
| 38     | 1969        | Björn Waldegård                                 | Lars Helmér                                     | Porsche 911 S                                   |                                                 |
| 37     | 1968        | Vic Elford                                      | David Stone                                     | Porsche 911 T                                   |                                                 |
| 36     | 1967        | Rauno Aaltonen                                  | Henry Liddon                                    | BMC Mini Cooper S                               |                                                 |
| 35     | 1966        | Pauli Toivonen                                  | Ensio Mikander                                  | Citroën DS 21                                   |                                                 |
| 34     | 1965        | Timo Mäkinen                                    | Paul Easter                                     | Morris Mini Cooper S                            |                                                 |
| 33     | 1964        | Paddy Hopkirk                                   | Henry Liddon                                    | Morris Mini Cooper S                            |                                                 |
| 32     | 1963        | Erik Carlsson                                   | Gunnar Palm                                     | Saab 96                                         |                                                 |
| 31     | 1962        | Erik Carlsson                                   | Gunnar Häggbom                                  | Saab 96                                         |                                                 |
| 30     | 1961        | Maurice Martin                                  | Roger Bateau                                    | Panhard PL 17                                   |                                                 |
| 29     | 1960        | Walter Shock                                    | Rolf Moll                                       | Mercedes 220SE                                  |                                                 |
| 28     | 1959        | Pierre Coltelloni                               | Pierre Alexandre                                | Citroën ID 19                                   |                                                 |
| 27     | 1958        | Guy Monraisse                                   | Jacques Feret                                   | Renault Dauphine                                |                                                 |
|        | 1957        | Rally geannuleerd in verband met de Suezcrisis. | Rally geannuleerd in verband met de Suezcrisis. | Rally geannuleerd in verband met de Suezcrisis. | Rally geannuleerd in verband met de Suezcrisis. |
| 26     | 1956        | Ronnie Adams                                    | Frank Biggar                                    | Jaguar Mk VII M                                 |                                                 |
| 25     | 1955        | Per Malling                                     | Gunnar Fadum                                    | Sunbeam-Talbot 90                               |                                                 |
| 24     | 1954        | Louis Chiron                                    | Ciro Basadonna                                  | Lancia Aurelia GT                               |                                                 |
| 23     | 1953        | Maus Gatsonides                                 | Peter Worledge                                  | Ford Zephyr Six                                 |                                                 |
| 22     | 1952        | Sidney Allard                                   | Guy Warburton Tom Lush                          | Allard P2                                       |                                                 |
| 21     | 1951        | Jean Trévoux                                    | Roger Crovetto                                  | Delahaye 175 S                                  |                                                 |
| 20     | 1950        | Marcel Becquart                                 | Henri Secret                                    | Hotchkiss 686 GS                                |                                                 |
| 19     | 1949        | Jean Trévoux                                    | Marcel Lesurque                                 | Hotchkiss 686 GS                                |                                                 |
|        | 1948 - 1940 | Rally geannuleerd in verband met WO II.         | Rally geannuleerd in verband met WO II.         | Rally geannuleerd in verband met WO II.         | Rally geannuleerd in verband met WO II.         |
| 18     | 1939        | Jean Trévoux Joseph Paul                        | Marcel Lesurque M. Contet                       | Hotchkiss 686 GS Riviera Delahaye 135 M         |                                                 |
| 17     | 1938        | Gerard Bakker Schut                             | Karel Ton Klaas Barendregt                      | Ford V8                                         |                                                 |
| 16     | 1937        | René Le Bègue                                   | Julio Quinlin                                   | Delahaye 135 Speciale                           |                                                 |
| 15     | 1936        | Johann Zamfirescu                               | Peter Christea                                  | Ford V8                                         |                                                 |
| 14     | 1935        | Christian Lahaye                                | R. Quatresous                                   | Renault Nervasport                              |                                                 |
| 13     | 1934        | Louis Gas                                       | Jean Trévoux                                    | Hotchkiss AM 80S                                |                                                 |
| 12     | 1933        | Maurice Vaselle                                 |                                                 | Hotchkiss AM 80S                                |                                                 |
| 11     | 1932        | Maurice Vaselle G. de Lavelette                 | C. de Cortanze                                  | Hotchkiss AM 2 Peugeot                          |                                                 |
| 10     | 1931        | Donald M. Healey                                |                                                 | Invicta                                         |                                                 |
| 9      | 1930        | Hector Petit                                    |                                                 | La Licorne                                      |                                                 |
| 8      | 1929        | Dr. Sprenger van Eijk                           | Pieter Gons                                     | Graham-Paige                                    |                                                 |
| 7      | 1928        | Jacques Bignan                                  |                                                 | Fiat 509                                        |                                                 |
| 6      | 1927        | André Lefèbvre                                  | Despeaux                                        | Amilcar 1100                                    |                                                 |
| 5      | 1926        | Victor A. Bruce                                 | W. J. Brunell                                   | AC 2-Litre                                      |                                                 |
| 4      | 1925        | François Repusseau                              |                                                 | Renault 40 CV                                   |                                                 |
| 3      | 1924        | Jacques Edouard Ledure                          |                                                 | Bignan Sport 11 CV                              |                                                 |
|        | 1923 - 1913 | Rally geannuleerd in verband met WO I.          | Rally geannuleerd in verband met WO I.          | Rally geannuleerd in verband met WO I.          | Rally geannuleerd in verband met WO I.          |
| 2      | 1912        | Jules Beutler                                   |                                                 | Berliet 16 CV                                   |                                                 |
| 1      | 1911        | Henri Rougier                                   |                                                 | Turcat-Méry 25 HP                               |                                                 |